# Свято-Олексіївський храм (Одеса)
Свято-Олексіївський храм (місцева назва: Олексіївська церква) — одна із зруйнованих церков міста Одеси, була відновлена за період 2001–2007 рр. Розташована на межі районів Молдаванки та Ближніх Млинів в центрі Олексіївського скверу за адресою Олексіївська площа, 19а.

## Історія храму

### Закладення храму
У 1880-х роках населення Одеси перейшло межу 300 тис. осіб. Мешканці районів Ближніх Млинів та Воронцовки відчували потребу у новому храмі. У 1884 році вони звернулися до єпископа Херсонського і Одеського Ніканора із проханням про зведення нового храму. На початку був створений тимчасовий молитовний дім в ім'я Св. Олександра Невського, прихід якого складали мешканці вулиць Болгарської, Малоросійської, Хуторської, Сирітської, Степової до Кінної площі включно. Вказаний молитовний дім знаходився на вулиці Вигонній (тепер Заньковецької) на місці сучасного ДСО «Локомотив». Весною 1885 прихожани молитовного дому звернулися із проханням відвести для них місце для постійної церкви. У вересні 1885 року був затверджений план на заснована церкви в ім'я Святого Олексія Людини Божої. Сума, необхідна для розбудови храму складала 35 тис. руб. Значний внесок у розбудову храму (у розмірі 48 тис. рублів) вніс полковник і відомий одеський домовласник І. С. Федоровський.
Храм був закладений у 1887 році, а до середини 1888 будівництво було практично закінчено. Архітектором виступив А. Д. Тодоров. Трипрестольний храм був зведений у стилі класицизму, мав прекрасний іконостас, ліпнину, живопис у старо-візантійському стилі. Освячення храму в честь Святого Олексія здійснив архієпископ Ніканор 25 вересня 1888 року.

### Знищення храму

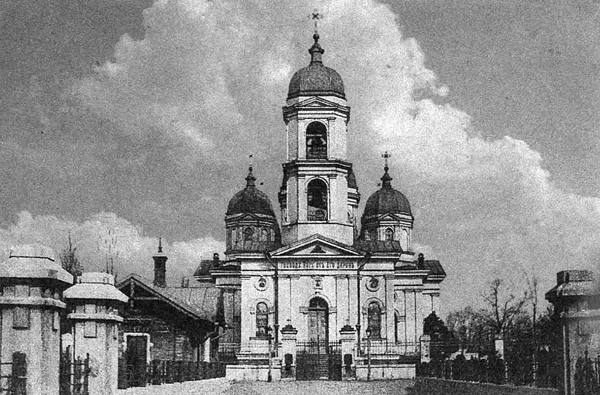
Вигляд храму в 19 столітті

З приходом радянської влади розпочалися гоніння на релігію, церкви Одеси зачинялися одна за одною. Свято-Олексіївська церква функціювала після революції ще 15 років. Її закрили 20 березня 1932 року, а у 1936 році церква була зруйнована.
Дивом збереглася табличка зі стіни зруйнованого храму, яка містить пам'ятний напис на честь благотворителя І. С. Федоровського, на чиї кошти був зведений храм. Також дивом вцілів образ Святого Олексія.
У 1942 році, під час радянсько-німецької війни була відновлена церковна громада (за адресою Олексіївська площа 15а). Наставником громади став священик Віктор Шокотко. Тимчасова церква проіснувала на диво довго — до 1962 року, після чого була зачинена.

### Відновлення храму

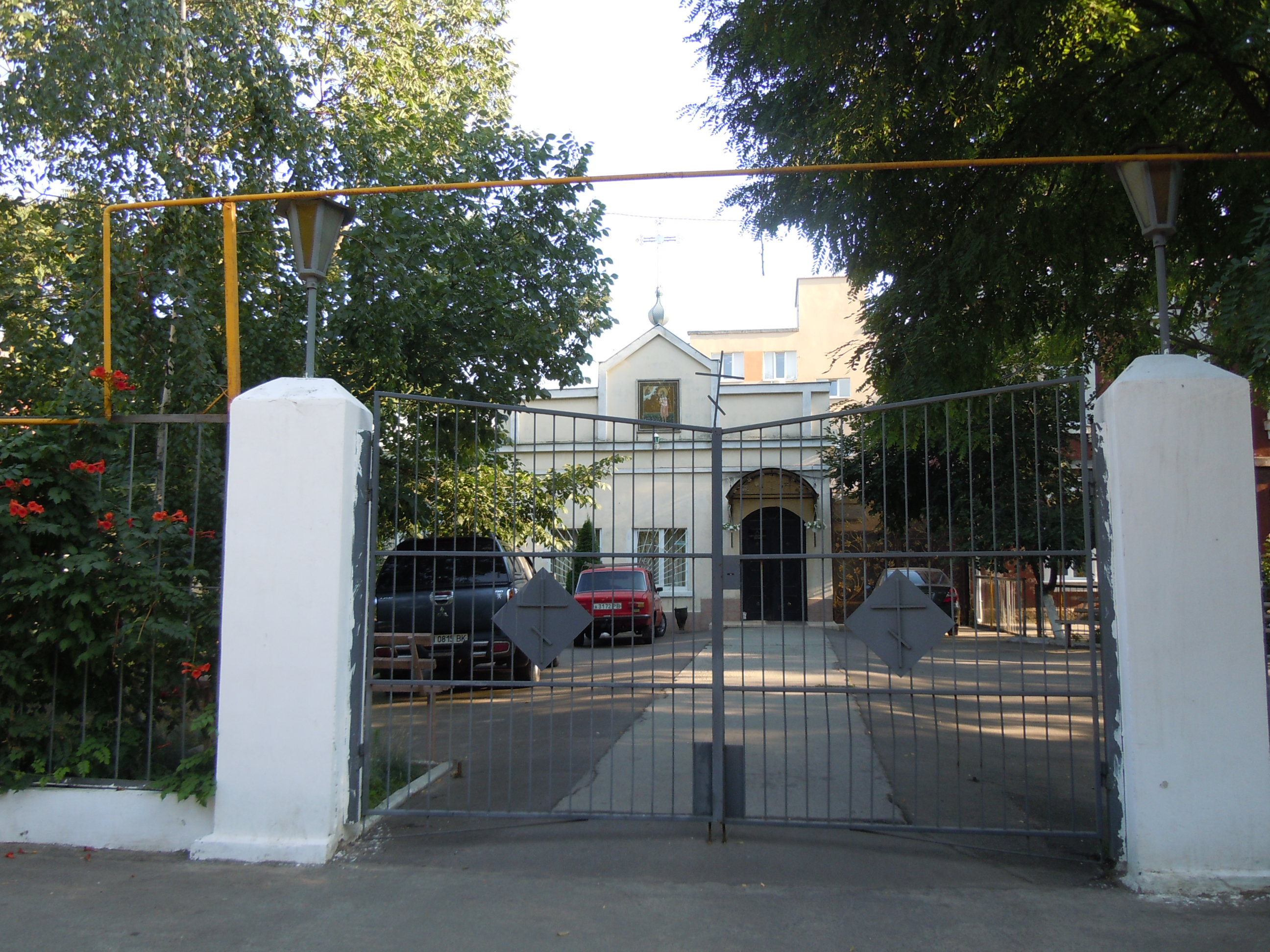
Церква ікони Божої Матері «Достойно є», яка використовувалася як тимчасове приміщення приходу Олексіївської церкви

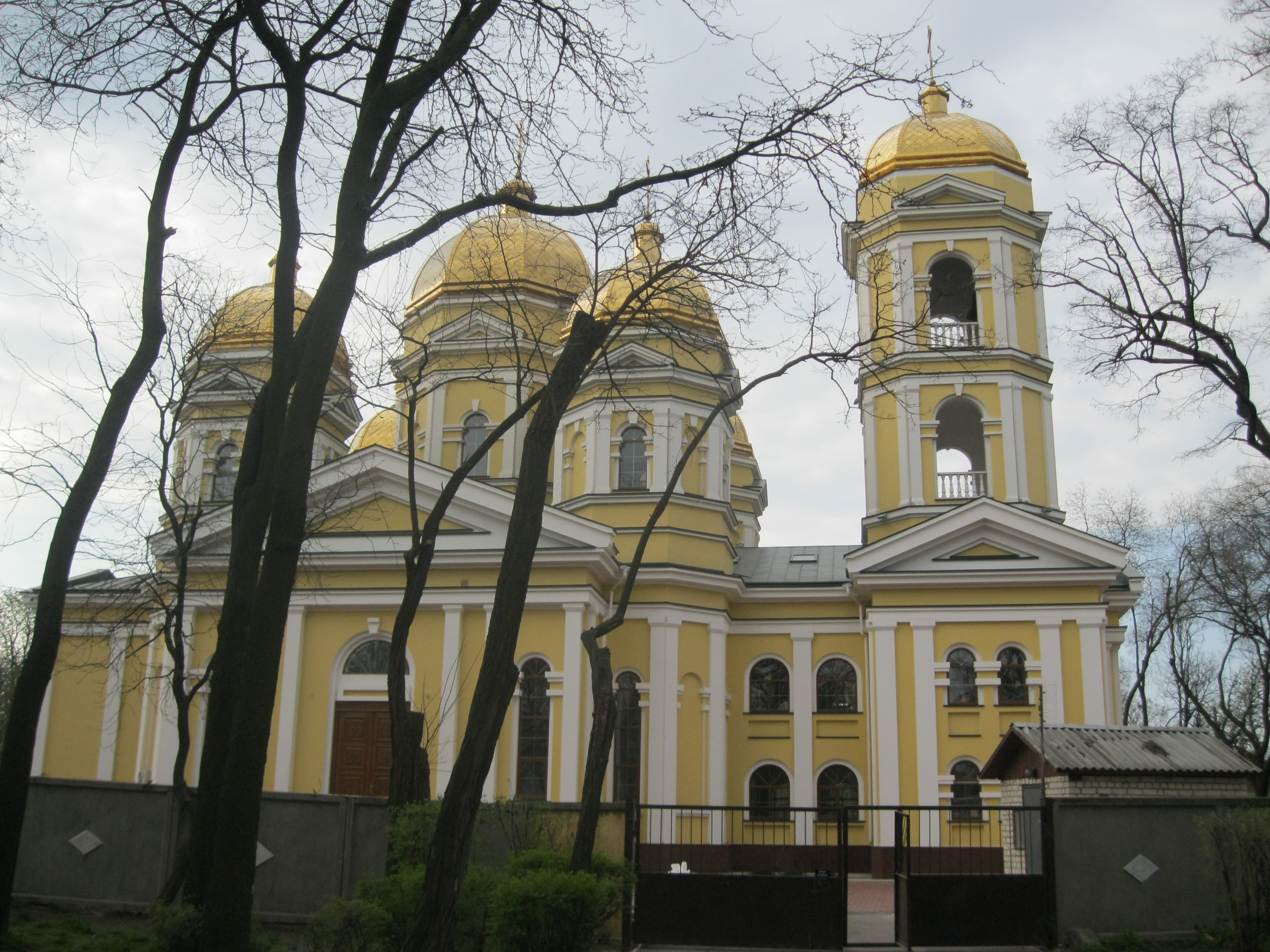
Сучасний вигляд церкви

Прихід Олексіївської церкви був відновлений у 1990-х роках. На початку він тимчасово розташувався у приміщенні венерологічного диспансеру. У 2008 році відбулося освячення храму в честь ікони Божої Матері «Достойно є». Тимчасове приміщення приходу із храмом  було розташоване за адресою Олексіївська площа 19.
Весною 2001 року на місці зруйнованого храму в центрі Олексіївської площі, був закладений новий храм. Пам'ятна капсула у вівтарній частині храму була закладена митрополитом Агафангелом 30 березня 2007. 10 липня 2007 були освячені накупольні хрести, а 30 березня 2009 — церковні дзвони, 30 березня 2010 — освячений великий дзвін храму.
Освячення відновленого Свято-Олексіївського храму відбулося 15 вересня 2013 року.